# Frank Rost
Frank Rost (* 10. listopadu 1969, Karl-Marx-Stadt) je bývalý německý fotbalový brankář a reprezentant. Mimo Německa hrál v USA. Po skončení hráčské kariéry se stal trenérem.
V roce 2002 se stal druhým brankářem v historii německé Bundesligy, kterému se podařilo vstřelit gól ze hry (prvním byl v roce 1997 Jens Lehmann). Rost vyrovnával v utkání proti FC Hansa Rostock v 90. minutě na 3:3, jeho Werder Brémy nakonec dokázal přidat další gól a zvítězit 4:3.

## Reprezentační kariéra
Svůj debut v A-mužstvu Německa zaznamenal 27. 3. 2002 v přátelském zápase proti USA (výhra 4:2). Celkem odehrál v letech 2002–2003 v německém národním týmu 4 zápasy (tři přátelské a jeden kvalifikační), všechny byly vítězné.